# Punta de la Orchilla
Die Halbinsel Punta de la Orchilla, Punta Orchilla oder auch Cabo de Orchilla ist der westlichste Punkt der Kanarischen Insel El Hierro und damit Spaniens. Sie liegt in der Gemeinde El Pinar.
Als westlichster Punkt der bekannten Welt der Antike wurden die Kanaren bereits um 100 als Referenzpunkt festgelegt. Mit der Wiederentdeckung der Kanaren im 14. Jahrhundert wurde dies wieder aufgegriffen und der Ferro-Meridian 1634 als Nullmeridian an diesem Punkt festgelegt. 1885 wurde er durch den Greenwich-Nullmeridian abgelöst. Seit 1988 erinnert ein Denkmal in der Nähe des Leuchtturms an den ehemaligen Nullmeridian an dieser Stelle.
Auf der Halbinsel beginnt der europäische Fernwanderweg E7, der bis ans Schwarze Meer reicht.